# 東方少年
《东方少年》是由北京市文学艺术界联合会主办的儿童文学期刊，1982年创立。

## 简介
《东方少年》为儿童文学期刊，1982年创立，为月刊，由北京市文学艺术界联合会主办。
曾连续三次被北京市政府评为优秀期刊。由中国知网收录。

## 子刊
- 《东方少年·阅读与作文》，曾名东方少年(阅读与作文)。[4]
- 《东方少年·快乐文学》，曾名东方少年(阅读写作)、东方少年(阳光阅读)、东方少年(快乐文学)。[5]
- 《东方少年·布老虎画刊》，曾名东方少年(布老虎画刊)。[6]